# Masséna (1895)
Masséna – francuski pancernik (przeddrednot) z końca XIX wieku. Był jedną z pięciu podobnych do siebie jednostek zamówionych w ramach programu rozbudowy floty francuskiej z 1890 roku (prócz niego były to: „Charles Martel”, „Carnot”, „Jauréguiberry” i „Bouvet”). Okręt wypierał 11 924 ton, a jego główną artylerię stanowiły dwa działa kalibru 305 mm i dwa kalibru 274 mm, uzupełniane przez osiem dział kal. 138 mm i osiem kal. 100 mm. Zwodowany 24 lipca 1895 roku w stoczni Ateliers et Chantiers de la Loire w Saint-Nazaire, został przyjęty do służby w Marine nationale 25 maja 1898 roku. Nazwę otrzymał na cześć napoleońskiego marszałka Andrégo Massény. Służył na Oceanie Atlantyckim i Morzu Śródziemnym. Z czynnej służby został wycofany w kwietniu 1914 roku, pełniąc następnie rolę hulku. 9 listopada 1915 roku kadłub pancernika został samozatopiony nieopodal półwyspu Gallipoli jako falochron. W 1923 roku wrak został sprzedany i zezłomowany.

## Projekt i budowa
Doświadczenia z prób i początków eksploatacji zbudowanych w ramach programu rozbudowy floty francuskiej z 1881 roku pancerników (okrętów pancernych) „Hoche”, „Marceau” i „Neptune” skłoniły admiralicję do rozpoczęcia prac projektowych nad ich następcami. W przyjętym w 1890 roku nowym programie rozbudowy floty (z planową realizacją w latach 1892–1901), którego twórcą był ówczesny minister marynarki Édouard Barbey, znalazło się m.in. zbudowanie pięciu nowych pancerników, przez co Marine nationale miała mieć w służbie 24 jednostki tej klasy (prócz „Massény” powstały „Charles Martel”, „Carnot”, „Jauréguiberry” i „Bouvet”). Okręty powstały według jednolitych założeń projektowych, choć różniły się między sobą szczegółami konstrukcji oraz wyglądem zewnętrznym; przenosiły jednak identyczne uzbrojenie, były podobnie opancerzone oraz miały zbliżoną prędkość i manewrowość. W założeniach miały mieć wyporność normalną około 14 000 ton, opancerzenie na całej długości linii wodnej i uzbrojenie składające się z dwóch dział kalibru 340 mm, dwóch kalibru 274 mm oraz ośmiu kalibru 138 mm. Naciski ze strony parlamentu oraz zwolenników Jeune École na obniżenie kosztów budowy spowodowały zmniejszenie kalibru dział artylerii głównej do 305 mm i umieszczenie dział artylerii średniej w wieżach zamiast w kazamatach, przez co wyporność normalna miała nie przekroczyć 12 000 ton.
Projektując nowe okręty, zaczerpnięto niektóre rozwiązania techniczne z ich poprzedników: z „Hoche” przejęto układ rozmieszczenia najcięższej artylerii w tzw. romb (dwa pojedyncze działa na dziobie i rufie oraz dwa kolejne w wieżach przyburtowych), z typu Marceau natomiast kształt kadłuba z wysokimi, silnie pochylonymi dośrodkowo burtami, zapewniający dobrą dzielność morską (z wyjątkiem obniżonego o jeden poziom pokładu rufowego zastosowanego w celu zmniejszenia masy konstrukcji).
Projektantem przyszłego „Massény” był inż. Louis de Bussy, który skonstruował m.in. pierwszy francuski nowoczesny krążownik pancerny „Dupuy de Lôme”. Pancernik był bardzo podobny do dwóch pierwszych jednostek programu z 1890 roku („Charles’a Martela” i „Carnota”) z wyjątkiem sporych rozmiarów ostrogi dziobowej; innowacją było zastosowanie – po raz pierwszy we Francji – trzech silników napędzających trzy śruby, co miało zwiększyć niezawodność siłowni. Wyporność okrętu, która miała wynosić 10 835 ton, została przekroczona o ponad 900 ton, przez co okręt miał słabe właściwości manewrowe.
„Masséna” został zamówiony i zbudowany w stoczni Ateliers et Chantiers de la Loire w Saint-Nazaire. Kontrakt na budowę jednostki podpisano 18 maja 1892 roku, a we wrześniu położono jego stępkę. Kadłub zwodowany został 24 lipca 1895 roku. W momencie wodowania okręt wyposażony był w kotły i maszyny, a jego zanurzenie wynosiło 1,3 metra na dziobie i 4,8 metra na rufie. Nazwa jednostki upamiętniała napoleońskiego marszałka Andrégo Massénę. Koszt budowy jednostki wyniósł około 27 438 000 franków (w przeliczeniu 1 100 400 £). Fundusze pochodziły z kredytów przyznanych w 1892 roku.
18 kwietnia 1897 roku na nowo zbudowanym okręcie rozpoczęły się próby siłowni. Opóźniał się za to montaż pokładowej artylerii, z powodów problemów z instalacją hydrauliczną wież dział kal. 274 mm. Podczas przeprowadzonych 10 maja 1898 roku prób układu napędowego osiągnięto następujące wyniki: w 24-godzinnej próbie prędkości przy mocy nominalnej 9650 KM zanotowano 15,49 węzła, w próbie 6-godzinnej przy przeciążeniu maszyn do 13 460 KM osiągnięto prędkość 17,09 węzła, a w próbie 24-godzinnej przy tej samej mocy zanotowano prędkość 17 węzłów. Próby potwierdziły nie najlepszą manewrowość pancernika, którą usiłowano poprawić poprzez powiększenie steru, jednak bez oczekiwanych rezultatów.

## Dane taktyczno-techniczne

### Charakterystyka ogólna
„Masséna” był zbudowanym ze stali pancernikiem z wysokimi, silnie pochylonymi dośrodkowo burtami (tzw. zawał burtowy). Kadłub podzielony był za pomocą 15 grodzi na 16 przedziałów wodoszczelnych, a jego konstrukcja opierała się na 91 wręgach. W przeciwieństwie do „Charles’a Martela” okręt miał odrębnie położone kotłownie, które mieściły się od 7. do 11. przedziału, dodatkowo podzielone wzdłużną grodzią wodoszczelną. Maszynownia również była podzielona wzdłużnymi grodziami na trzy części; w każdej znajdowała się jedna maszyna parowa. Pomiędzy środkową a rufową kotłownią znajdowały się komory amunicyjne dla dział kal. 274 i 100 mm oraz zasobnie węglowe. Na dziobie, w miejscu planowanego pierwotnie działa pościgowego, zbudowano pomieszczenie z reflektorami Mangina. Charakterystyczną cechą „Massény” była dużych rozmiarów ostroga dziobowa, mająca poprawić dzielność morską okrętu oraz dwa szeroko rozsunięte kominy, przy czym dziobowy miał większy przekrój niż rufowy. W praktyce ostroga powodowała problemy z użyciem kotwic, pogorszyła właściwości manewrowe i powodowała zalewanie pokładu dziobowego przy złej pogodzie.
Okręt miał długość całkowitą wynoszącą 115,5 metra (112,65 metra między pionami), szerokość 20,27 metra i maksymalne zanurzenie 8,84 metra . Wyporność normalna wynosiła 11 924 tony, a pełna 12 355 ton.
Załoga okrętu składała się z 23 oficerów oraz 640 podoficerów i marynarzy.

### Urządzenia napędowe
Okręt był napędzany trzema czterocylindrowymi pionowymi maszynami parowymi potrójnego rozprężania wyprodukowanymi w należących do macierzystej stoczni zakładach Saint-Denis, z których każda poruszała jedną śrubę napędową. Parę dostarczały 24 opalane węglem kotły wodnorurkowe systemu Lagrafel-d’Allest, o ciśnieniu roboczym 15 kG/cm², rozmieszczone w trzech kotłowniach (po osiem kotłów w każdej) . Maszyny osiągały przy przeciążeniu łączną maksymalną moc 14 200 KM, co pozwalało na osiągnięcie prędkości maksymalnej 17 węzłów . Normalny zapas węgla wynosił 620 ton (maksymalnie 980 ton), co zapewniało zasięg 3400 Mm przy prędkości ekonomicznej 10 węzłów.
Prąd generowały trzy zespoły prądnic (prawdopodobnie firmy Sautter-Harlé) napędzanych przez dwucylindrowe maszyny parowe, wytwarzające łącznie 90 kWh energii (czwarty zespół prądnic był zapasowy). Produkowały one prąd stały o napięciu 80 V i natężeniu 600 A, używany do zasilania oświetlenia pokładowego, łukowych reflektorów bojowych, napędu wind amunicyjnych czy wentylatorów w kotłowniach.

### Uzbrojenie
Główną bronią pancernika były dwa pojedyncze działa kal. 305 mm M1893 L/40, o masie 44,985 tony (45,37 tony z zamkiem), umieszczone w obracanych hydraulicznie wieżach na pokładzie dziobowym i rufowym na osi symetrii okrętu . Działa strzelały pociskami burzącymi o masie 292 kg lub przeciwpancernymi o masie 340 kg z prędkością początkową 800–815 m/s i szybkostrzelnością 1 strzału na 2–3 minuty. Artylerię główną drugiego kalibru stanowiły dwa pojedyncze działa kal. 274 mm M1893 L/45, o masie 34,39 tony (35,04 tony z zamkiem), także umieszczone w hydraulicznie obracanych wieżach na pokładzie głównym przy prawej i lewej burcie . Armaty strzelały pociskami o masie 216–255 kg z prędkością początkową 780–815 m/s i szybkostrzelnością 1 strzału na 1–2 minuty.
Artylerię średnią stanowiło osiem pojedynczych, również umieszczonych w obracanych hydraulicznie cylindrycznych wieżach, szybkostrzelnych dział kal. 138 mm M1891 L/45 (faktyczny kaliber wynosił 138,6 mm). Strzelały pociskami o masie 30 kg na odległość 8 km z prędkością początkową 770 m/s, przy kącie podniesienia lufy 12°. Artylerię średnią drugiego kalibru stanowiło osiem pojedynczych szybkostrzelnych dział kal. 100 mm M1891 L/45, ustawionych na pokładzie górnym (dwa na wysokości nadbudówki dziobowej, dwa za przednim kominem, dwa za tylnym oraz dwa na wysokości masztu rufowego) . Armaty ważyły wraz z zamkiem 1,7 tony; strzelały pociskami o masie 14–16 kg na odległość 10,2 km przy kącie podniesienia lufy 25°, z prędkością początkową 715–740 m/s i szybkostrzelnością 8 strzałów na minutę.
Okręt uzbrojony był też w umieszczoną na nadbudówkach i masztach bojowych liczną artylerię małokalibrową, na którą składało się 12 pojedynczych dział kal. 47 mm Hotchkiss M1885 L/40, trzy rewolwerowe pięciolufowe działka kal. 37 mm M1885 L/20 oraz pięć jednolufowych działek tego kalibru . Działa kal. 47 mm strzelały pociskami o masie 1,5 kg z szybkostrzelnością 20–25 strz./min, a w działkach kal. 37 mm używano pocisków o masie 0,5 kg, wystrzeliwanych z szybkością 25 strz./min. Prócz tego na pancerniku zamontowano cztery pojedyncze wyrzutnie torped (dwie podwodne i dwie nawodne) kal. 450 mm .

### Opancerzenie
Pancerz okrętu miał łączną masę około 3800 ton. Jego podstawowym elementem był wykonany ze stali niklowej składający się z 52 płyt pas burtowy o grubości maksymalnej 450 mm na śródokręciu, zmniejszającej się w stronę dziobu i rufy do 350 mm (część górna; dolna miała grubość 250 mm na śródokręciu). Wysokość rozciągającego się na całej długości kadłuba pancerza burtowego wynosiła 2 metry, z wyjątkiem części rufowej zwężającej się do 1,62 metra. Ponad nim rozciągał się górny pas pancerny o grubości 100 mm.
Wypukły pokład pancerny miał grubość 70 mm; poniżej znajdował się przeciwodłamkowy pancerz pokładowy o grubości 20 mm. Wieża dowodzenia miała ściany grubości 320 mm.
Wieże artylerii głównej kal. 305 i 274 mm były chronione pancerzem o grubości 370 mm (dach 70 mm). Posadowione były na barbetach o grubości 150 mm . Wieże artylerii średniej kal. 138 mm miały pancerz o grubości 102 mm (góra 20 mm), a działa kal. 100 mm wyposażone były w pancerne maski o grubości 72 mm.

## Służba

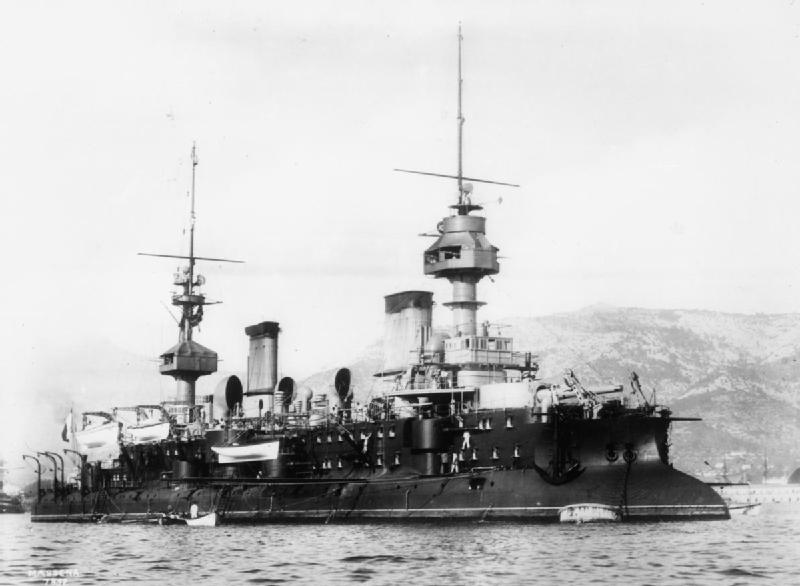
„Masséna” w 1900 r.

25 maja 1898 roku pancernik został przyjęty do służby w Marine nationale. „Masséna” został wcielony do stacjonującej nad Atlantykiem Eskadry Północnej, w miejsce czasowo wycofanych ze służby pancerników „Hoche” i „Formidable”. W październiku okręt został przeniesiony do Eskadry Śródziemnomorskiej, doznając niegroźnych uszkodzeń podczas odbywanego w sztormowej pogodzie rejsu do Tulonu.
Na początku 1899 roku okręt znajdował się w remoncie. Między 7 a 20 kwietnia „Masséna” wraz z innymi okrętami Eskadry odbył wizytę we Włoszech, a w Cagliari zespół był wizytowany przez króla Humberta I. Od 30 czerwca do 27 lipca francuskie okręty gościły w Katalonii, odwiedzając m.in. Barcelonę.
W styczniu 1900 roku pancernik ponownie wszedł w skład Eskadry Północnej, uczestnicząc nieopodal Brestu w ćwiczeniach. W kwietniu na okręcie doszło do awarii – w wyniku pęknięcia przewodu parowego poparzeń doznało trzech załogantów. W maju „Masséna” otrzymał jako jeden z pierwszych okrętów we flocie telegraf bezprzewodowy, nawiązując łączność na odległość 35 Mm. 19 lipca jednostka wzięła udział w rewii floty w Breście, a we wrześniu na pokładzie stacjonującego w Dunkierce okrętu gościł car Mikołaj II Romanow.
W styczniu 1902 roku „Masséna” został wcielony do Eskadry Śródziemnomorskiej, powracając nad Atlantyk 27 stycznia 1903 roku. 6 sierpnia 1903 roku okręt uczestniczył w manewrach z okrętem podwodnym „Triton”, w wyniku których uznano, że pancernik w warunkach wojennych zostałby storpedowany. Tydzień później jednostka uczestniczyła w próbnym ostrzale wież zaprojektowanych dla nowego pancernika „Suffren”.
W dniach 7–14 sierpnia 1905 roku „Masséna” wszedł w skład liczącej 18 jednostek reprezentacji floty francuskiej (trzy pancerniki, trzy pancerniki obrony wybrzeża, cztery krążowniki pancerne, jeden krążownik pancernopokładowy i siedem kontrtorpedowców), która wzięła udział w paradzie morskiej w Spithead w obecności króla Edwarda VII. 7 sierpnia król gościł na „Massénie”, a dwa dni później z pokładu pancernika obserwował paradę okrętów.
2 kwietnia 1906 roku, wchodząc w sztormowych warunkach do Brestu, pancernik wszedł na mieliznę, lecz obeszło się bez poważniejszych uszkodzeń. Latem okręt wraz z resztą Eskadry Północnej uczestniczył w pobliżu Mers el-Kébir w przeprowadzanych corocznie wielkich manewrach floty na Morzu Śródziemnym. 7 września pancernik powrócił do Brestu i trafił do suchego doku na remont podwodnej części kadłuba i demontaż nawodnych wyrzutni torped .
W 1907 roku okręt powrócił na Morze Śródziemne, zostając okrętem flagowym 2. Eskadry Rezerwowej. 24 czerwca 1909 roku podczas ćwiczeń pancernik zatopił ogniem dział kal. 100 mm wycofane ze służby awizo „Lévrier”. Od 1910 do 1912 roku jednostka ponownie została przeniesiona do Eskadry Północnej, pełniąc funkcje szkolne w Breście. W 1913 roku pancernik został przeniesiony na Morze Śródziemne, trafiając do rezerwy w Tulonie.

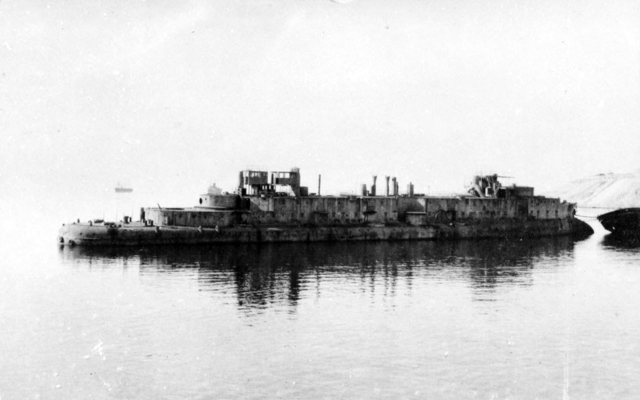
Kadłub „Massény” przed samozatopieniem w 1915 r.

6 stycznia 1913 roku doszło do wybuchu głównego kolektora pary w dziobowej kotłowni, w wyniku którego zginęło ośmiu palaczy, a kolejnych ośmiu zostało rannych. Po zdemontowaniu w czerwcu uszkodzonych elementów kotłowni, na początku 1914 roku Departament Budowy Okrętów uznał remont pancernika za nieopłacalny. 18 marca 1914 roku dowództwo floty podjęło decyzję o wycofaniu z dniem 1 kwietnia ze służby pancerników „Masséna”, „Carnot”, „Brennus” i „Charles Martel” oraz ich rozbrojeniu.
Po wybuchu I wojny światowej kadłub okrętu wykorzystywano jako hulk. Po rozpoczęciu operacji opanowania Dardaneli powstała potrzeba utworzenia przystani do zaopatrywania walczących wojsk i zabezpieczenia jej przed oddziaływaniem fal morskich. Do zatopienia w roli falochronu przeznaczono kilka wycofanych ze służby jednostek, w tym „Massénę”. 28 sierpnia 1915 roku kadłub pancernika został przeholowany z Tulonu do Bizerty przez holowniki „Samson” i „Vigourex”, a 9 września na holu „Atlasa” „Masséna” dotarła pod Gallipoli. 9 listopada kadłub okrętu został zatopiony nieopodal przylądka Helles.
Po zakończeniu wojny wrak okrętu próbowano podnieść, lecz spotkało się to z przeszkodami ze strony Turcji. W marcu 1923 roku kadłub został sprzedany w celu
złomowania, które przeprowadzono na miejscu.